# 16.ª etapa del Giro de Italia 2019
La 16.ª etapa del Giro de Italia 2019 tuvo lugar el 28 de mayo de 2019 entre Lovere y Ponte di Legno sobre un recorrido de 194 km y fue ganada por el ciclista italiano Giulio Ciccone del equipo Trek-Segafredo. El ciclista ecuatoriano Richard Carapaz del equipo Movistar conservó la Maglia Rosa.
En esta etapa se tenía previsto subir por el Paso Gavia, el cual sería la Cima Coppi del Giro 2019, pero debido a la intensa nieve y riesgo de aludes en dicho paso el recorrido fue modificado.

## Clasificación de la etapa
| \| Clasificación de la etapa \| Clasificación de la etapa \| Clasificación de la etapa \| Clasificación de la etapa \| Clasificación de la etapa \| \| Ciclista \| Ciclista \| Equipo \| Tiempo \| \| \| ------------------------- \| ------------------------- \| --------------------------- \| ------------------------- \| ------------------------- \| \| 1.º \| Giulio Ciccone \| Trek-Segafredo \| 5 h 36 min 24 s \| \| \| 2.º \| Jan Hirt \| Astana \| + 0 s \| \| \| 3.º \| Fausto Masnada \| Androni Giocattoli-Sidermec \| + 1 min 20 s \| \| \| 4.º \| Vincenzo Nibali \| Bahrain-Merida \| + 1 min 41 s \| \| \| 5.º \| Hugh Carthy \| EF Education First \| + 1 min 41 s \| \| \| 6.º \| Richard Carapaz \| Movistar Team \| + 1 min 41 s \| \| \| 7.º \| Mikel Landa \| Movistar Team \| + 1 min 41 s \| \| \| 8.º \| Joe Dombrowski \| EF Education First \| + 1 min 41 s \| \| \| 9.º \| Damiano Caruso \| Bahrain-Merida \| + 1 min 49 s \| \| \| 10.º \| Mattia Cattaneo \| Androni Giocattoli-Sidermec \| + 2 min 03 s \| \| |                 |                             |                 |
| |                 |                             |                 |
| Fuente: ProCyclingStats |                 |                             |                 |
| Clasificación de la etapa |                 |                             |                 |
| Ciclista | Ciclista        | Equipo                      | Tiempo          |
| 1.º | Giulio Ciccone  | Trek-Segafredo              | 5 h 36 min 24 s |
| 2.º | Jan Hirt        | Astana                      | + 0 s           |
| 3.º | Fausto Masnada  | Androni Giocattoli-Sidermec | + 1 min 20 s    |
| 4.º | Vincenzo Nibali | Bahrain-Merida              | + 1 min 41 s    |
| 5.º | Hugh Carthy     | EF Education First          | + 1 min 41 s    |
| 6.º | Richard Carapaz | Movistar Team               | + 1 min 41 s    |
| 7.º | Mikel Landa     | Movistar Team               | + 1 min 41 s    |
| 8.º | Joe Dombrowski  | EF Education First          | + 1 min 41 s    |
| 9.º | Damiano Caruso  | Bahrain-Merida              | + 1 min 49 s    |
| 10.º | Mattia Cattaneo | Androni Giocattoli-Sidermec | + 2 min 03 s    |

## Clasificaciones al final de la etapa

### Clasificación general(Maglia Rosa)
| \| Clasificación general \| Clasificación general \| Clasificación general \| Clasificación general \| Clasificación general \| \| Ciclista \| Ciclista \| Equipo \| Tiempo \| \| \| --------------------- \| --------------------- \| --------------------- \| --------------------- \| --------------------- \| \| 1.º \| Richard Carapaz \| Movistar Team \| 70 h 02 min 05 s \| \| \| 2.º \| Vincenzo Nibali \| Bahrain-Merida \| + 1 min 47 s \| \| \| 3.º \| Primož Roglič \| Team Jumbo-Visma \| + 2 min 09 s \| \| \| 4.º \| Mikel Landa \| Movistar Team \| + 3 min 15 s \| \| \| 5.º \| Bauke Mollema \| Trek-Segafredo \| + 5 min 00 s \| \| \| 6.º \| Rafał Majka \| Bora-Hansgrohe \| + 5 min 40 s \| \| \| 7.º \| Miguel Ángel López \| Astana \| + 6 min 17 s \| \| \| 8.º \| Simon Yates \| Mitchelton-Scott \| + 6 min 46 s \| \| \| 9.º \| Pavel Sivakov \| Team Ineos \| + 7 min 51 s \| \| \| 10.º \| Jan Polanc \| UAE Team Emirates \| + 8 min 06 s \| \| |                    |                   |                  |
| |                    |                   |                  |
| Fuente: ProCyclingStats |                    |                   |                  |
| Clasificación general |                    |                   |                  |
| Ciclista | Ciclista           | Equipo            | Tiempo           |
| 1.º | Richard Carapaz    | Movistar Team     | 70 h 02 min 05 s |
| 2.º | Vincenzo Nibali    | Bahrain-Merida    | + 1 min 47 s     |
| 3.º | Primož Roglič      | Team Jumbo-Visma  | + 2 min 09 s     |
| 4.º | Mikel Landa        | Movistar Team     | + 3 min 15 s     |
| 5.º | Bauke Mollema      | Trek-Segafredo    | + 5 min 00 s     |
| 6.º | Rafał Majka        | Bora-Hansgrohe    | + 5 min 40 s     |
| 7.º | Miguel Ángel López | Astana            | + 6 min 17 s     |
| 8.º | Simon Yates        | Mitchelton-Scott  | + 6 min 46 s     |
| 9.º | Pavel Sivakov      | Team Ineos        | + 7 min 51 s     |
| 10.º | Jan Polanc         | UAE Team Emirates | + 8 min 06 s     |

### Clasificación por puntos(Maglia Ciclamino)
| Clasificación por puntos | Clasificación por puntos | Clasificación por puntos    | Clasificación por puntos | Clasificación por puntos |
| Ciclista                 | Ciclista                 | Equipo                      | Puntos                   |                          |
| ------------------------ | ------------------------ | --------------------------- | ------------------------ | ------------------------ |
| 1.º                      | Arnaud Démare            | Groupama-FDJ                | 200 pts                  |                          |
| 2.º                      | Pascal Ackermann         | Bora-Hansgrohe              | 187 pts                  |                          |
| 3.º                      | Richard Carapaz          | Movistar Team               | 83 pts                   |                          |
| 4.º                      | Fausto Masnada           | Androni Giocattoli-Sidermec | 66 pts                   |                          |
| 5.º                      | Davide Cimolai           | Israel Cycling Academy      | 50 pts                   |                          |
| 6.º                      | Primož Roglič            | Team Jumbo-Visma            | 49 pts                   |                          |
| 7.º                      | Damiano Cima             | Nippo-Vini Fantini-Faizanè  | 46 pts                   |                          |
| 8.º                      | José Joaquín Rojas       | Movistar Team               | 44 pts                   |                          |
| 9.º                      | Mattia Cattaneo          | Androni Giocattoli-Sidermec | 44 pts                   |                          |
| 10.º                     | Simon Yates              | Mitchelton-Scott            | 44 pts                   |                          |

### Clasificación de la montaña(Maglia Azzurra)
| Clasificación de la montaña | Clasificación de la montaña | Clasificación de la montaña | Clasificación de la montaña | Clasificación de la montaña |
| Ciclista                    | Ciclista                    | Equipo                      | Puntos                      |                             |
| --------------------------- | --------------------------- | --------------------------- | --------------------------- | --------------------------- |
| 1.º                         | Giulio Ciccone              | Trek-Segafredo              | 229 pts                     |                             |
| 2.º                         | Richard Carapaz             | Movistar Team               | 66 pts                      |                             |
| 3.º                         | Mattia Cattaneo             | Androni Giocattoli-Sidermec | 53 pts                      |                             |
| 4.º                         | Damiano Caruso              | Bahrain-Merida              | 48 pts                      |                             |
| 5.º                         | Fausto Masnada              | Androni Giocattoli-Sidermec | 45 pts                      |                             |
| 6.º                         | Ilnur Zakarin               | Katusha-Alpecin             | 42 pts                      |                             |
| 7.º                         | Gianluca Brambilla          | Trek-Segafredo              | 40 pts                      |                             |
| 8.º                         | Dario Cataldo               | Astana                      | 39 pts                      |                             |
| 9.º                         | Mikel Nieve                 | Mitchelton-Scott            | 37 pts                      |                             |
| 10.º                        | Primož Roglič               | Team Jumbo-Visma            | 30 pts                      |                             |

### Clasificación de los jóvenes(Maglia Bianca)
| Clasificación del mejor joven | Clasificación del mejor joven | Clasificación del mejor joven | Clasificación del mejor joven | Clasificación del mejor joven |
| Ciclista                      | Ciclista                      | Equipo                        | Tiempo                        |                               |
| ----------------------------- | ----------------------------- | ----------------------------- | ----------------------------- | ----------------------------- |
| 1.º                           | Miguel Ángel López            | Astana                        | 70 h 08 min 22 s              |                               |
| 2.º                           | Pavel Sivakov                 | Team Ineos                    | + 1 min 34 s                  |                               |
| 3.º                           | Hugh Carthy                   | EF Education First            | + 8 min 21 s                  |                               |
| 4.º                           | Valentin Madouas              | Groupama-FDJ                  | + 12 min 04 s                 |                               |
| 5.º                           | Giulio Ciccone                | Trek-Segafredo                | + 17 min 29 s                 |                               |
| 6.º                           | Edward Dunbar                 | Team Ineos                    | + 29 min 32 s                 |                               |
| 7.º                           | Ben O'Connor                  | Dimension Data                | + 49 min 51 s                 |                               |
| 8.º                           | Lucas Hamilton                | Mitchelton-Scott              | + 56 min 06 s                 |                               |
| 9.º                           | Chris Hamilton                | Team Sunweb                   | + 1 min 05 s                  |                               |
| 10.º                          | Iván Ramiro Sosa              | Team Ineos                    | + 1 min 07 s                  |                               |

### Clasificación por equipos"Super Team"
| Clasificación por equipos | Clasificación por equipos   | Clasificación por equipos | Clasificación por equipos |
| Equipo                    | Equipo                      | Tiempo                    |                           |
| ------------------------- | --------------------------- | ------------------------- | ------------------------- |
| 1.º                       | Movistar Team               | 210 h 28 min 38 s         |                           |
| 2.º                       | Astana                      | + 24 min 31 s             |                           |
| 3.º                       | Bahrain-Merida              | + 28 min 32 s             |                           |
| 4.º                       | Ineos                       | + 35 min 37 s             |                           |
| 5.º                       | EF Education First          | + 36 min 16 s             |                           |
| 6.º                       | Mitchelton-Scott            | + 54 min 45 s             |                           |
| 7.º                       | Bora-hansgrohe              | + 1 h 13 min 54 s         |                           |
| 8.º                       | Trek-Segafredo              | + 1 h 21 min 13 s         |                           |
| 9.º                       | Androni Giocattoli-Sidermec | + 1 h 21 min 24 s         |                           |
| 10.º                      | UAE Team Emirates           | + 1 h 34 min 51 s         |                           |

## Abandonos
- Brent Bookwalter, enfermo, no tomó la salida.[3]
- Tony Gallopin, abandonó durante la etapa.[4]
- Nicola Bagioli, abandonó durante la etapa.